# Campeonato Europeu de Atletismo em Pista Coberta de 2021 - 800 m masculino
A prova dos 800 metros masculino do Campeonato Europeu de Atletismo em Pista Coberta de 2021 foi disputada entre os dias 5 e 7 de março de 2021 na Arena Toruń, em Toruń, na Polónia.

## Recordes
Antes desta competição, os recordes mundiais e do campeonato nesta prova eram os seguintes:
|                       | Nome             | Nacionalidade | Tempo     | Local | Data               |
| --------------------- | ---------------- | ------------- | --------- | ----- | ------------------ |
| Recorde mundial       | Wilson Kipketer  | Dinamarca     | 1m 42s 67 | Paris | 9 de março de 1997 |
| Recorde do campeonato | Paweł Czapiewski | Polónia       | 1m 44s 78 | Viena | 3 de março de 2002 |
| Recorde europeu       | Wilson Kipketer  | Dinamarca     | 1m 42s 67 | Paris | 9 de março de 1997 |

## Medalhistas
| Ouro               | Prata                   | Bronze           |
| Patryk Dobek (POL) | Mateusz Borkowski (POL) | Jamie Webb (GBR) |

## Cronograma
Todos os horários são locais (UTC +1).
| Data       | Hora  | Evento    |
| ---------- | ----- | --------- |
| 5 de março | 19:55 | Bateria   |
| 6 de março | 19:25 | Semifinal |
| 7 de março | 18:25 | Final     |

## Resultados

### Bateria
Qualificação: 3 atletas de cada bateria (Q).
| Posição | Bateria | Atleta                   | Nacionalidade        | Tempo   | Notas |
| ------- | ------- | ------------------------ | -------------------- | ------- | ----- |
| 1       | 5       | Andreas Kramer           | Suécia               | 1:47.55 | Q     |
| 2       | 5       | Mateusz Borkowski        | Polónia              | 1:47.78 | Q     |
| 3       | 6       | Eliott Crestan           | Bélgica              | 1:48.32 | Q     |
| 4       | 5       | Pablo Sánchez-Valladares | Espanha              | 1:48.43 | Q     |
| 5       | 6       | Jamie Webb               | Reino Unido          | 1:48.72 | Q     |
| 6       | 6       | Simone Barontini         | Itália               | 1:48.78 | Q     |
| 7       | 2       | Patryk Dobek             | Polónia              | 1:48.85 | Q     |
| 8       | 6       | Filip Šnejdr             | Chéquia              | 1:48.87 |       |
| 9       | 5       | Gabriele Aquaro          | Itália               | 1:48.88 |       |
| 10      | 2       | Pierre-Ambroise Bosse    | França               | 1:49.08 | Q     |
| 11      | 6       | Joakim Andersson         | Suécia               | 1:49.48 |       |
| 12      | 1       | Amel Tuka                | Bósnia e Herzegovina | 1:49.58 | Q     |
| 13      | 4       | Guy Learmonth            | Reino Unido          | 1:49.66 | Q     |
| 14      | 1       | Oleh Myronets            | Ucrânia              | 1:49.76 | Q     |
| 15      | 1       | Benjamin Robert          | França               | 1:49.76 | Q     |
| 16      | 2       | Mark English             | Irlanda              | 1:49.79 | Q     |
| 17      | 5       | Yevhen Hutsol            | Ucrânia              | 1:49.82 |       |
| 18      | 3       | Mariano García           | Espanha              | 1:49.86 | Q     |
| 19      | 1       | Žan Rudolf               | Eslovênia            | 1:49.88 |       |
| 20      | 3       | Cian McPhillips          | Irlanda              | 1:49.98 | Q     |
| 21      | 1       | Álvaro de Arriba         | Espanha              | 1:49.99 |       |
| 22      | 6       | Oskar Schwarzer          | Alemanha             | 1:50.09 |       |
| 23      | 3       | Christoph Kessler        | Alemanha             | 1:50.12 | Q     |
| 24      | 5       | Djoao Lobles             | Países Baixos        | 1:50.29 |       |
| 25      | 3       | Aurele Vandeputte        | Bélgica              | 1:50.30 |       |
| 26      | 2       | Thijmen Kupers           | Países Baixos        | 1:50.38 |       |
| 27      | 3       | Balázs Vindics           | Hungria              | 1:50.40 |       |
| 28      | 4       | Adam Kszczot             | Polónia              | 1:50.53 | Q     |
| 29      | 3       | Jürgen Wielart           | Países Baixos        | 1:50.65 |       |
| 30      | 4       | Nasredine Khatir         | França               | 1:50.97 | Q     |
| 31      | 4       | Marc Reuther             | Alemanha             | 1:50.98 |       |
| 32      | 4       | John Fitzsimons          | Irlanda              | 1:51.00 |       |
| 33      | 4       | Felix Francois           | Suécia               | 1:51.04 |       |
| 34      | 1       | Lukáš Hodboď             | Chéquia              | 1:51.59 |       |
| 35      | 1       | Tamás Kazi               | Hungria              | 1:51.85 |       |
| 36      | 3       | Pol Moya Betriu          | Andorra              | 1:51.97 |       |
| 37      | 2       | Tobias Grønstad          | Noruega              | 1:52.44 |       |
| 38      | 2       | Tomáš Vystrk             | Chéquia              | 1:52.48 |       |
| 39      | 2       | Abedin Mujezinović       | Bósnia e Herzegovina | DSQ     |       |

### Semifinal
Qualificação: 2 atletas de cada bateria (Q).
| Posição | Bateria | Atleta                   | Nacionalidade        | Tempo   | Notas |
| ------- | ------- | ------------------------ | -------------------- | ------- | ----- |
| 1       | 2       | Mateusz Borkowski        | Polónia              | 1:45.79 | Q,    |
| 2       | 2       | Jamie Webb               | Reino Unido          | 1:45.99 | Q     |
| 3       | 2       | Andreas Kramer           | Suécia               | 1:46.87 |       |
| 4       | 1       | Amel Tuka                | Bósnia e Herzegovina | 1:47.55 | Q     |
| 5       | 1       | Patryk Dobek             | Polónia              | 1:47.56 | Q     |
| 6       | 1       | Mariano García           | Espanha              | 1:47.63 |       |
| 7       | 3       | Pierre-Ambroise Bosse    | França               | 1:47.86 | Q     |
| 8       | 1       | Guy Learmonth            | Reino Unido          | 1:47.92 |       |
| 9       | 3       | Adam Kszczot             | Polónia              | 1:47.98 | Q     |
| 10      | 2       | Cian McPhillips          | Irlanda              | 1:48.06 |       |
| 11      | 3       | Eliott Crestan           | Bélgica              | 1:48.12 |       |
| 12      | 1       | Benjamin Robert          | França               | 1:48.25 |       |
| 13      | 3       | Mark English             | Irlanda              | 1:48.99 |       |
| 14      | 3       | Christoph Kessler        | Alemanha             | 1:49.46 |       |
| 15      | 3       | Simone Barontini         | Itália               | 1:49.51 |       |
| 16      | 2       | Nasredine Khatir         | França               | 1:49.73 |       |
| 17      | 1       | Oleh Myronets            | Ucrânia              | 1:51.19 |       |
| 18      | 2       | Pablo Sánchez-Valladares | Espanha              | 2:05.11 |       |

### Final
A final aconteceu às 18:25 no dia 7 de março de 2021.
| Posição           | Atleta                | Nacionalidade        | Tempo   | Notas           |
| ----------------- | --------------------- | -------------------- | ------- | --------------- |
| Medalha de ouro   | Patryk Dobek          | Polónia              | 1:46.81 | Recorde pessoal |
| Medalha de prata  | Mateusz Borkowski     | Polónia              | 1:46.90 |                 |
| Medalha de bronze | Jamie Webb            | Reino Unido          | 1:46.95 |                 |
| 4                 | Adam Kszczot          | Polónia              | 1:47.23 |                 |
| 5                 | Amel Tuka             | Bósnia e Herzegovina | 1:47.37 |                 |
| 6                 | Pierre-Ambroise Bosse | França               | 1:50.13 |                 |

Legenda
| Recorde mundial       | Recorde mundial (World record)               |                       | Recorde africano                      | Recorde africano (African) |                                           | Q | Classificado por posição (Qualified) |
| Recorde do campeonato | Recorde do campeonato (Championship record)  | Recorde da América    | Recorde da América (Americas)         | q                          | Classificado por melhor tempo (Qualified) |   |                                      |
| Melhor marca do ano   | Melhor marca do ano (World leading)          | Recorde asiático      | Recorde asiático (Asian)              | DNS                        | Não largou (Did not start)                |   |                                      |
| Recorde nacional      | Recorde nacional (National record)           | Recorde europeu       | Recorde europeu (European)            | DNF                        | Não terminou (Did not finish)             |   |                                      |
| Recorde pessoal       | Recorde pessoal do atleta (Personal best)    | Recorde da Oceania    | Recorde da Oceania (Oceania)          | DSQ / DQ                   | Desclassificado (Disqualified)            |   |                                      |
| Recorde da temporada  | Recorde da temporada do atleta (Season best) | Recorde sul-americano | Recorde sul-americano (South America) | NM                         | Sem marca (No mark)                       |   |                                      |